# La Victoria, Valle de Cauca
La Victoria là một khu tự quản thuộc tỉnh Valle del Cauca, Colombia. Thủ phủ của khu tự quản La Victoria đóng tại La Victoria Khu tự quản La Victoria có diện tích 276 ki lô mét vuông. Đến thời điểm ngày 28 tháng 5 năm 2005, khu tự quản La Victoria có dân số 13762 người.